# ハンス・レドヴィンカ
ハンス・レドヴィンカ（Hans Ledwinka、1878年2月14日 - 1967年3月2日）はオーストリア＝ハンガリー帝国出身の自動車技術者。

## 来歴
1878年2月14日にオーストリア＝ハンガリー帝国クロスターノイブルクに生まれる。
1897年に自動車の生産に参入したネッセルドルフ車両製造工業会社へ入社するが、当初は鉄道車両の生産に従事、後に自動車の生産に従事する。
1905年に世界でも最も早い時期に「SOHC動弁機構」と「半球形燃焼室」を導入した「モデルS」を開発する。
1917年にシュタイア社（後のシュタイア・ダイムラー・プフ、現在のマグナ・シュタイア）に転職してサスペンション、駆動システムの設計に携わり、ジョイントレス･スイングアクスルの基本を身に付けた。これで彼はスイングアクスル式サスペンションの熱烈な信奉者になり、1921年にネッセルドルフ改めタトラに戻った後、小型車・大型車、乗用車・トラックの別なくバックボーン・フレームとスイングアクスル式独立懸架をタトラ車に標準装備した。
また、後年のフォルクスワーゲン・ビートルと同様の概念の空冷水平対向4気筒エンジンをリアオーバーハングに搭載し、トランスアクスルおよびバックボーンフレームと組み合わせた4輪独立懸架の合理的なリアエンジン乗用車であるタトラ・T97を試作した。
しかし、ナチス・ドイツによる占領によって量産は中止され、第二次世界大戦後はドイツの占領に協力したとされ、1951年の釈放まで5年間チェコスロバキアに抑留された。釈放後に当局によりタトラ社への復帰が打診されたが、不信感を抱いたルドヴィンカはチェコを去ってオーストリアに移住して技術コンサルタントとなり、その後はドイツのミュンヘンに移り住み、1967年にミュンヘンで交通事故により死去した。
ビロード革命後の1992年にチェコスロバキア最高裁判所により名誉回復された。2020年、タトラの本社があるコプジブニツェ（旧ネッセルドルフ）の名誉市民となった。